# Apramycin
Apramycin (cũng là Nebramycin II) là một loại kháng sinh aminoglycoside được sử dụng trong thuốc thú y. Nó được sản xuất bởi Streptomyces tenebrarius.

## Phổ tính nhạy cảm và kháng thuốc của vi khuẩn
Apramycin có thể được sử dụng để điều trị nhiễm khuẩn ở động vật do Escherichia coli, Klebsiella pneumoniae và Pseudomonas aeruginosa gây ra. Sau đây cho thấy dữ liệu nhạy cảm về các sinh vật có ý nghĩa về mặt y tế:
- Escherichia coli - 1 g / mL -> 512 g / mL (phạm vi lớn này có thể là do các sinh vật kháng thuốc, các giá trị MIC điển hình có thể nằm trong khoảng 2 -8 g / mL.
- Klebsiella pneumoniae - 2 g / mL -> 256 g / mL
- Pseudomonas aeruginosa - 4 g / mL